# Anilina
Anilina – organiczny związek chemiczny, najprostsza amina aromatyczna.

## Otrzymywanie
Anilinę można otrzymać m.in. z benzenu w dwuetapowej reakcji nitrowania/redukcji:
1. Nitrowanie benzenu. Jest to reakcja substytucji elektrofilowej, w której kation nitroniowy NO+
2, powstający z HNO
3 w wyniku protonowania i odszczepienia cząsteczki H
2O w obecności katalizującego H
2SO
4, zostaje przyłączony do cząsteczki benzenu ze względu na silne działanie elektrofilowe tego jonu. W wyniku tej reakcji powstaje nitrobenzen:
2. Redukcja nitrobenzenu. W jej wyniku grupa nitrowa (−NO
2) zostaje zredukowana do grupy aminowej (−NH
2). −NO
2 redukuje się katalitycznie gazowym wodorem lub przy użyciu takich czynników redukujących jak m.in. metaliczne żelazo, SnCl
2:
Powyższa metoda otrzymywania aniliny jest wykorzystywana szczególnie w syntezie barwników i wielu substancji farmakologicznych.
Anilina powstaje też w reakcji fenolu z amoniakiem w obecności chlorku cynkowego jako katalizatora:

Można również podziałać amoniakiem na chlorobenzen w obecności katalizatora, przy wysokiej temperaturze i ciśnieniu:

## Właściwości

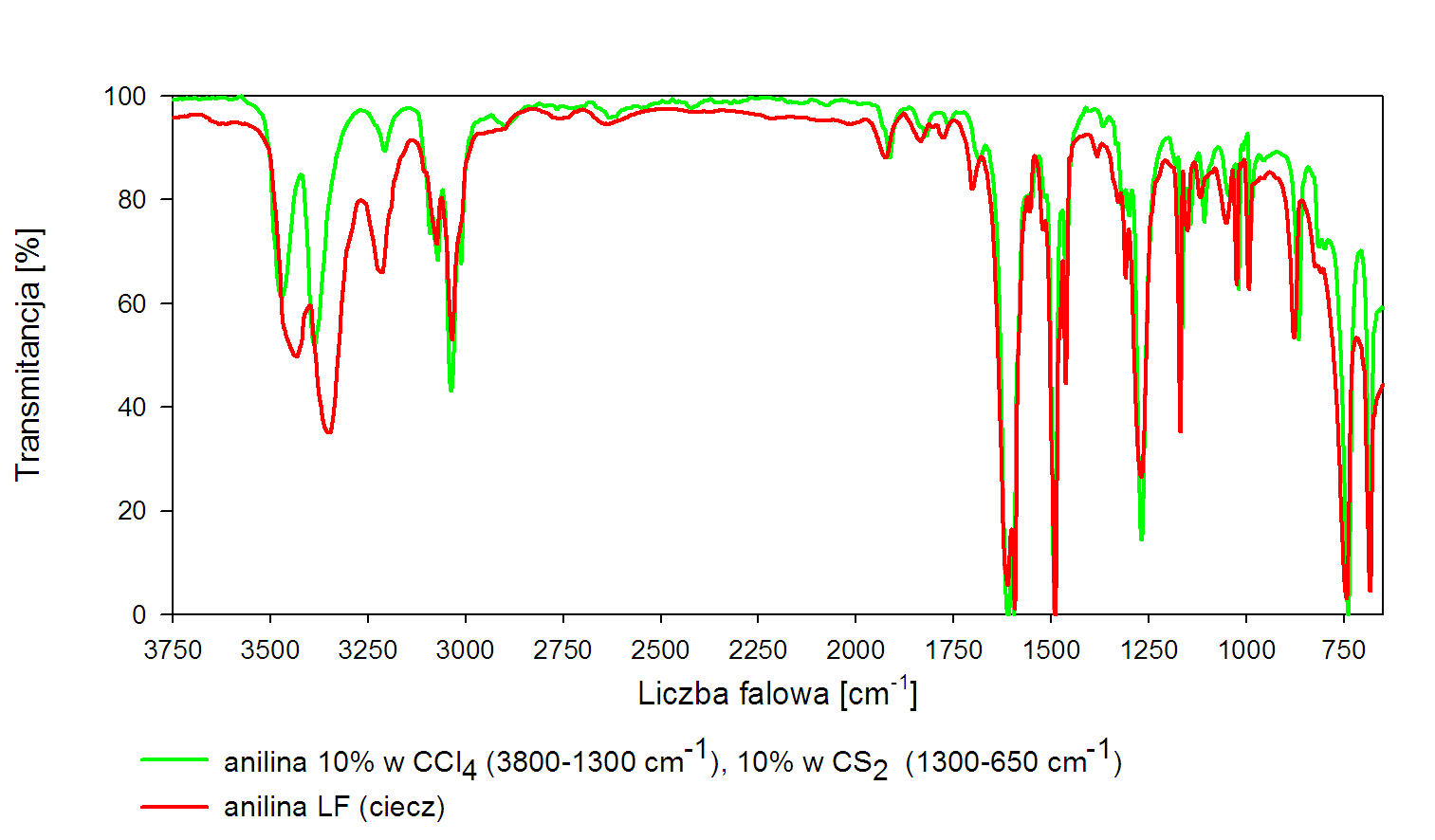
Widmo IR aniliny

Anilina to bezbarwna ciecz, brunatniejąca na powietrzu, o charakterystycznym zapachu (zepsutych ryb). Jest słabo rozpuszczalna w wodzie. Jej gęstość jest większa od gęstości wody. Wykazuje słaby odczyn zasadowy, reaguje z kwasami, dając łatwo krystalizujące sole, np.:
C
6H
5NH
2 + HCl → [C
6H
5NH
3]+
Cl−

## Zastosowanie
Anilina ma szerokie zastosowanie:
- w przemyśle chemicznym, farmaceutycznym, barwnikarskim, gumowym[2]
- przy wytwarzaniu materiałów wybuchowych
- jako paliwo rakietowe
- jako barwnik do wybarwiania preparatów biologicznych[14]

## Zagrożenia
Jest substancją trującą, działa toksycznie przez drogi oddechowe, po połknięciu i w kontakcie ze skórą. W następstwie długotrwałego narażenia na kontakt stwarza poważne zagrożenie dla zdrowia. Anilina szczególnie silnie działa na krew i układ krwiotwórczy (niszczy czerwone krwinki). Jest traktowana jako potencjalny mutagen. Działa szkodliwie na organizmy żywe, w szczególności organizmy wodne (ekotoksyczność). W środowisku stopniowo ulega biologicznej degradacji.

### Działanie miejscowe
Wdychanie par i aerozoli
Pojawiają się nudności, wymioty, ból w klatce piersiowej i osłabienie. Następnie sinica płatków uszu i warg oraz skrócenie oddechu. W groźnych przypadkach występuje głęboka sinica warg, dziąseł, języka oraz twarzy. Absorpcja w ciele prowadzi do tworzenia methemoglobiny, która w dostatecznym stężeniu powoduje sinicę. Początek może być opóźniony o 2 do 4 godzin. Wywołuje to niedotlenienie, w wyniku którego pojawia się senność, utrata przytomności lub drgawki. W okresie 2–3 dni po narażeniu może pojawić się niewydolność wątroby.
Spożycie
Wystąpią nudności i wymioty. Występuje głęboka sinica warg, dziąseł, języka oraz twarzy, spowodowane uszkodzeniem krwi. Zakłóceniu ulega praca organów wewnętrznych. Pojawia się senność, utrata przytomności.

## Historia
Po raz pierwszy została zsyntetyzowana w 1826 roku poprzez suchą destylację indygo. Badania nad chemicznymi własnościami aniliny odegrały dużą rolę w rozwoju syntez organicznych, zwłaszcza w dziedzinie barwników.